# Myiopharus pirioni
Myiopharus pirioni is een vliegensoort uit de familie van de sluipvliegen (Tachinidae). De wetenschappelijke naam van de soort is voor het eerst geldig gepubliceerd in 1934 door John Merton Aldrich.